# Ferrocarril del Níger
El ferrocarril del Níger fou el nom donat a la línia fèrria establerta per França per enllaçar les seves possessions colonial de la costa (Senegal) amb el riu Níger (Bamako).
El juliol de 1879 una comissió presidida per M. de Freycinet va determinar la conveniència d'executar una doble línia fèrria, una d'Algèria al Sudan occidental i una del Senegal al riu Níger. El coronel Brière de l'Isle, governador del Senegal, va examinar el segon projecte i va sotmetre al ministre de marina l'almirall Jauréguiberry un projecte d'una sola línia des de la costa fins al riu Níger de 1.300 km amb un cost de 120 milions, a executar en tres seccions: de Dakar a Saint Louis del Senegal, de Mpal a Médine i de Médine a Bamako; aquesta tercera secció la construiria l'estat amb un cost de 54 milions. La primera secció fou concedida a la Compagnie industrielle des Batignoles i va començar ben aviat; a final de 1879 es van començar al mateix temps les tasques per determinar el traçat de la segona secció i es van enviar tres missions: una dirigida pel tinent Piétri (de Mpal a Guédé), una altra dirigida pel tinent Jacquemart, de Guédé à Bakel (que havia de determinar el límit extrem de les inundacions del riu Senegal) i la tercera sota el tinent Monteil, que exploraria el Ferlo; al mateix temps el tinent Pol va explorar el curs del Senegal entre Bakel et Médine (abril de 1880). La segona secció del ferrocarril es va revelar complexa i massa cara i el governador hi va haver de renunciar; es va decidir utilitzar el riu com a via fins a les cascades de Félou i d'allí es començaria una línia fins al Níger. Com a punt de transició es va escollir el llogaret de Kayes a 12 km abans de Médine i on es podia arribar sis mesos a l'any amb bots petits. El ferrocarril seria anomenat "chemin de fer du haut Sénégal" i aniria de Kayes a Bammako (o Bamako) amb 520 km de recorregut.